# André Bertin
Pour les articles homonymes, voir Bertin.
André Bertin, né le 18 novembre 1879 à Pontoise (Val-d'Oise) et mort le 7 septembre 1956, est un ingénieur des eaux et forêts français, spécialiste des bois tropicaux – principalement d'Afrique centrale – sous l'ère coloniale.

## Biographie
Formé à l'École nationale des eaux et forêts de Nancy, il fut notamment conseiller technique au ministère des colonies, professeur à l'École nationale supérieure d'agriculture coloniale, inspecteur au Ministère des Colonies de 1919 à 1925. 
Il dirige une mission d'études forestières envoyée dans les colonies françaises par les ministères de la Guerre, de l'Armement et des Colonies, qui donne lieu entre 1918 et 1929 à une série de publications en cinq volumes (I. Les bois de la Côte d'Ivoire, II. Les bois du Gabon, III. La question forestière coloniale, IV. Les bois du Cameroun, V. Les bois de la Guyane française et du Brésil).

## Sélection de publications
- Notice sur quelques modes de transports forestiers qui pourraient être avantageusement employés dans les forêts coloniales, Brazzaville, 1917, 15 p.
- Les bois de la Côte d'Ivoire (Mission d'études forestières envoyée dans les colonies françaises par les ministères de la guerre, de l'armement et des colonies, vol. I), É. Larose, Paris, 1918, 178 p. + pl.), [lire en ligne]
- Les bois du Gabon (Mission d'études forestières envoyée dans les colonies françaises par les ministères de la guerre, de l'armement et des colonies, vol. II), É. Larose, Paris, 1918
- La question forestière coloniale (Mission d'études forestières envoyée dans les colonies françaises par les ministères de la guerre, de l'armement et des colonies, vol. III), Larose, Paris, 1920, 833 p.
- Mission forestière coloniale : les bois coloniaux, leur utilisation. Mise en valeur des forêts coloniales, sauvegarde de nos forêts de France, É. Larose, Paris, 1920, 51 p. [lire en ligne]
- Les bois du Cameroun (Mission d'études forestières envoyée dans les colonies françaises par les ministères de la guerre, de l'armement et des colonies, vol. IV), É. Larose, Paris, 1920, 312 p.
- Les bois de la Guyane française et du Brésil (Mission d'études forestières envoyée dans les colonies françaises par les ministères de la guerre, de l'armement et des colonies, vol. V), Larose, Paris, 1920, 320 p.
- Principaux emplois chimiques du bois. Précédé d'une préface de M. A. Tassel, intendant général des troupes coloniales, directeur au Ministère des colonies et d'une lettre de M. Cangardel, directeur général de l'Union française maritime, Librairie de la Vie technique et industrielle (Paris), 1922, 126 p. + grav., Texte en ligne disponible sur LillOnum
- Notes sur les bois de l'Indochine (Étude publiée à l'occasion de l'exposition coloniale, agricole et industrielle de Strasbourg), J. Baratier, Grenoble, 1924, 62 p.
- Régime forestier dans les colonies françaises : réglementation des concessions et permis de coupes, Librairie de la Vie technique et industrielle, Paris, 1924, 60 p.